# Списак основних школа у Борском округу
Списак државних основних школа у Борском управном округу односно Граду Бору и општинама Кладово, Мајданпек и Неготин.

## Град Бор
| Основна школа           | Адреса                          | Година оснивања | Ранији назив                                                   |
| ----------------------- | ------------------------------- | --------------- | -------------------------------------------------------------- |
| ОШ „3. октобар”         | 3. октобар 7, Бор               |                 |                                                                |
| ОШ „Душан Радовић”      | краља Петра Првог 1, Бор        | 1981.           | IX српска ударна бригада                                       |
| ОШ „Бранко Радичевић”   | Моше Пијаде 31, Бор             | 1955.           | -                                                              |
| ОШ „Свети Сава”         | Моше Пијаде 3, Бор              | 1970.           | 29. новембар                                                   |
| ОШ „Петар Радовановић”  | Трг Петра Радовановића бб, Злот |                 |                                                                |
| ОШ „Вук Караџић”        | Моше Пијаде 6, Бор              | 1873.           | Краљ Петар I Велики Ослободилац · Краљ I Александар Ујединитељ |
| ОШ „Станоје Миљковић”   | Маршала Тита 199, Брестовац     |                 |                                                                |
| ОШ „Ђура Јакшић”        | Кривељ бб, Кривељ               |                 |                                                                |
| ОМШ „Миодраг Васиљевић” | Моше Пијаде 1, Бор              |                 |                                                                |
| ШОСО „Видовдан”         | Моше Пијаде 31, Бор             |                 |                                                                |

## Општина Кладово
| Основна школа                      | Адреса                      | Година оснивања | Ранији назив |
| ---------------------------------- | --------------------------- | --------------- | ------------ |
| ОШ „Вук Караџић”                   | 22. септембар 1, Кладово    |                 |              |
| ОШ „Светозар Радић”                | Коче Анђелковића 65, Текија |                 |              |
| ОШ „Хајдук Вељко”                  | Маршала Тита 11, Корбово    |                 |              |
| ОШ „Стефанија Михајловић”          | Првомајска 1, Брза Паланка  |                 |              |
| ОШ „Љубица Јовановић Радосављевић” | Маршала Тита 16, Подвршка   |                 |              |
| ОМШ „Константин Бабић”             | 22. септембра 13, Кладово   |                 |              |

## Општина Мајданпек
| Основна школа           | Адреса                             | Година оснивања | Ранији назив |
| ----------------------- | ---------------------------------- | --------------- | ------------ |
| ОШ „Вук Караџић”        | Стевана Мокрањца 1, Доњи Милановац |                 |              |
| ОШ „Михајло Спорић“     | Пролетерска 97, Мајданпек          |                 |              |
| ОШ „Велимир Маркићевић” | Светог Саве 39, Мајданпек          |                 |              |
| ОШ „Миладин Бучановић”  | Влаоле бб, Влаоле                  |                 |              |
| ОШ „Бранко Перић”       | Рудна Глава бб, Рудна Глава        |                 |              |
| ОМШ „Ранко Кривић”      | Пролетерска 97, Мајданпек          |                 |              |

## Општина Неготин
| Основна школа             | Адреса                     | Година оснивања | Ранији назив |
| ------------------------- | -------------------------- | --------------- | ------------ |
| ОШ „12. септембар”        |                            |                 |              |
| ОШ „Бранислав Нушић”      | Уровица                    |                 |              |
| ОШ „Бранко Радичевић”     |                            |                 |              |
| ОШ „Вера Радосављевић”    | Јована Јовановића Змаја бб |                 |              |
| ОШ „Вук Караџић”          | Лоле Рибара бб             |                 |              |
| ОШ „Јован Јовановић Змај” | Јабуковац                  |                 |              |
| ОШ „Момчило Ранковић”     | Рајац                      |                 |              |
| ОШ „Павле Илић Вељко”     | Душановац                  |                 |              |
| ОШ „Павле Илић Вељко”     | Прахово                    |                 |              |
| ОШ „Стеван Мокрањац”      | Кобишница                  |                 |              |
| ОШ „Хајдук Вељко”         | Штубик                     |                 |              |